# Свободная Корея (пик)
Свобо́дная Коре́я — пик, расположенный в горах Тянь-Шаня в Киргизском хребте, в Кыргызстане, в Чуйской области, на территории национального парка Ала-Арча. Его высота по разным источникам 4740—4778 метров.
Первое восхождение на вершину пика Свободная Корея совершила в 1957 году группа Б. Симагина с юго-востока. Категория сложности маршрута 4Б.

## Северная стена
Визитной карточкой Свободной Кореи считается её северная стена с перепадом высот порядка 900 м, на которую проложено около 14 маршрутов категорий сложности 5А — 6А. Первое восхождение по северной стене совершено группой альпинистов под руководством В. Андреева в 1959 году. В последующем на северной стене было разыграно немало медалей чемпионата СССР по альпинизму в классе технически сложных восхождений. Сложнейшим считается маршрут, пройденный ленинградцами под руководством С. Семилеткина в 1988 году, вплоть до 1998 года он имел высшую категорию сложности 6Б.

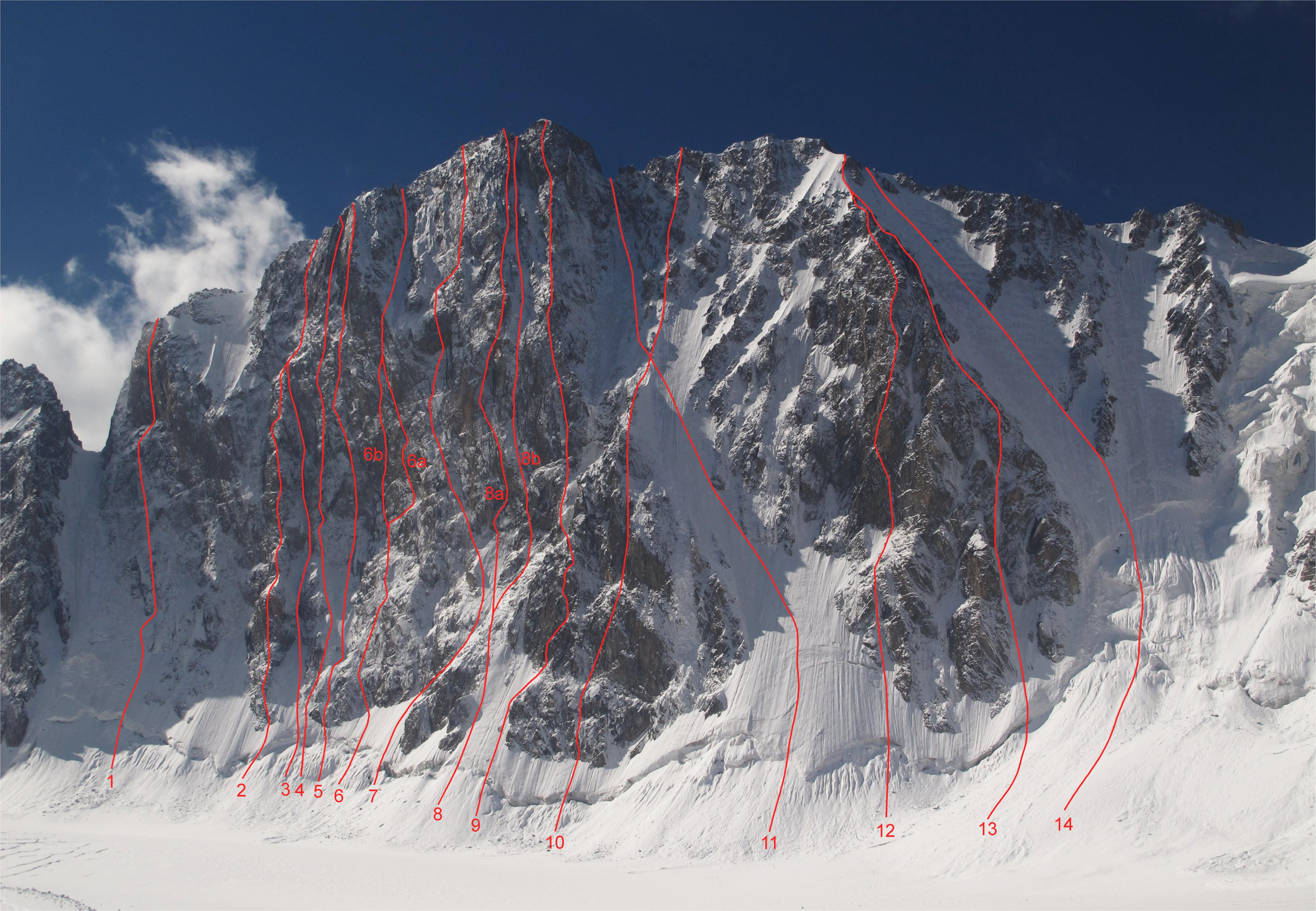
маршруты по северной стене пика Свободная Корея